# Евтим Филев
Евтим Василев Филев е български морски капитан и футболист.

## Биография
Капитан Евтим Василев Филев е роден на 21 октомври 1911 г. в гр. Варна, в семейството на капитана от Българското търговско параходно дружество Васил Евтимов Филев. Завършва Мъжката гимназия във Варна и Школата за запасни офицери в София. От 1928 до 1935 г. играе като нападател във футболния клуб „Владислав“ (Варна), сега ПФК „Черно море (Варна)“, и печели титлата през 1934 г. с гол във финалния мач.
От 1935 г. следва в Италия – отначало е слушател, а после и редовен студент в Кралската морска академия (Regia Accademia Navale) в Ливорно, която завършва през 1938 г. със специално висше морско образование.

## Морски степени
- 13.07.1939 – подпоручик;
- 03.10.1941 – поручик;
- 09.09.1943 – капитан;
- 14.07.1947 – капитан далечно крайбрежно плаване;
- 12.06.1961 – щурман далечно плаване;
- май 1965 – придобита правоспособност капитан далечно плаване.

## Длъжности
- 1939 – офицер в неподвижната отбрана;
- 1940 – пом.-командир на торпедоносец (МЗ14), при връщането на Южна Добруджа с дивизиона торпедни кораби дебаркира в Каварна;
- 1942 – командир на стражеви кораб от Дунавския флот (МЗ20), командир на торпедоносец (МЗ120);
- 1945 – командир на граничен наблюдателен подучастък Созопол (РЗ59), командир на рота морски кадети (МЗ549);
- 1946 – командир на рота във военногимназиалния отдел на НМВУ (МЗ30), уволнен (РЗ65);
- 1947 – капитан на м/к „Царево/Странджа“ (Бургас);
- август 1947 – юни 1948 – капитан на м/к „Милка“;
- 1949 – изкопчия;
- 1956 – старши помощник на м/к „Станко Стайков“ към Корабостроителницата;
- май 1956 – януари 1957 – старши помощник на м/к „Раковски“ при кап. Д. Андронов;
- 1960 – във Виена получава влекача „Бенковски“ за ККЗ – Варна, и остава негов капитан до пенсионирането си.

Капитан Евтим Филев (Барба Филев) умира на 4 март 1985 г.